# オーエンス (競走馬)
オーエンスとは日本の競走馬である。第21回天皇賞・春勝ち馬。

## 来歴
初勝利は2戦目となる、1948年11月7日のA3歳（京都競馬場、以下京都）。

### 1949年
その後しばらく勝ち星から遠ざかったが、1949年10月23日の20万円下（京都）で2勝目を挙げ、同年11月3日の菊花賞（京都）に出走したが、6頭立ての最下位に終った。その後、11月27日の20万円下（京都）と、12月4日の30万円下（阪神競馬場、以下阪神）を連勝し、オープン馬となる。

### 1950年
その後は2着6回、3着3回と、戦績そのものは悪くはなかったが、なかなか勝ちきれなかった。しかし、1950年5月23日の特ハン（京都）で、14戦ぶりに勝利。その後1戦を挟んで、6月4日の天皇賞（京都）へと駒を進めた。同レースでは9頭中、ブービー人気の8番人気でしかなかったが、1番人気のナスノタケに3馬身の差をつける圧勝を演じた。その後、同年シーズンにおいて、9月24日のオープン（阪神）、10月8日の優勝（阪神）、10月15日のオープン（京都）を勝利。しかしその後は60kgを超える重ハンデを背負うレースばかり続いたこともあってか、勝ちきれないレースが続いた。

### 1951年
1951年、4月1日の特ハン（阪神）において、後に第23回の天皇賞（春の天皇賞）を制することになる、タカクラヤマを首差退け、10戦ぶりに勝利するや、続く4月15日の阪神記念（阪神。当時はオープン特別扱い）では、前年の菊花賞馬であるハイレコードを半馬身差下し、芝2600m、2分44秒3のレコード勝ち。さらに4月29日の勝入（京都）を勝ち3連勝。そして5月13日の京都記念（京都）では、同年の春の天皇賞を制したばかりのタカクラヤマとのマッチレースを頭差制し、芝2400m、2分30秒0のレコード勝ちを収め、4連勝を果たした。しかしその後は重ハンデに苦しみ、1勝も挙げることなく、10月14日のチャレンジカップ（阪神。5着）を最後に、国営競馬の登録から抹消された。

### 地方競馬時代
しかし当時、日本では深刻な馬資源不足状態が続いていたことから、その後地方競馬へと転じた。当時の地方競馬は、競走成績資料が散逸しているため、詳細な戦績は残っていないが、『廃競馬場巡礼』（東邦出版）という本によると、当時春木競馬場で実況を担当していた吉田勝彦の証言をもとに、同競馬場の障害レースに出走していたという記述がなされている他、下関競馬場でも出走歴があるという。また競走馬生活を終えると1958年から宮崎で種牡馬に転じたが。また競走馬生活を終えると1958年から宮崎で種牡馬に転じたが、1965年の小倉記念2着のヒウガチエリーが代表産駒。他に公営・佐賀重賞勝ち馬が複数いる。

## 血統表
| オーエンスの血統（オーム系/Rock Sand 4×5=9.38%（父内）、Orby 4×5=9.38%、Donovan 5×5=6.25%） | オーエンスの血統（オーム系/Rock Sand 4×5=9.38%（父内）、Orby 4×5=9.38%、Donovan 5×5=6.25%） | オーエンスの血統（オーム系/Rock Sand 4×5=9.38%（父内）、Orby 4×5=9.38%、Donovan 5×5=6.25%） | （血統表の出典）           | （血統表の出典） |
| 父 セントライト 1938 黒鹿毛                                                                 | 父の父*ダイオライト Diolite 1927 黒鹿毛                                                     | Diophon                                                                                     | Grand Parade               | Grand Parade     |
| 父 セントライト 1938 黒鹿毛                                                                 | 父の父*ダイオライト Diolite 1927 黒鹿毛                                                     | Diophon                                                                                     | Donnetta                   |                  |
| 父 セントライト 1938 黒鹿毛                                                                 | 父の父*ダイオライト Diolite 1927 黒鹿毛                                                     | Needle Rock                                                                                 | Rock Sand                  | Rock Sand        |
| 父 セントライト 1938 黒鹿毛                                                                 | 父の父*ダイオライト Diolite 1927 黒鹿毛                                                     | Needle Rock                                                                                 | Needlepoint                |                  |
| 父 セントライト 1938 黒鹿毛                                                                 | 父の母*フリッパンシー Flippancy 1924 黒鹿毛                                                 | Flamboyant                                                                                  | Tracery                    | Tracery          |
| 父 セントライト 1938 黒鹿毛                                                                 | 父の母*フリッパンシー Flippancy 1924 黒鹿毛                                                 | Flamboyant                                                                                  | Simonath                   |                  |
| 父 セントライト 1938 黒鹿毛                                                                 | 父の母*フリッパンシー Flippancy 1924 黒鹿毛                                                 | Slip                                                                                        | Robert Le Diable           | Robert Le Diable |
| 父 セントライト 1938 黒鹿毛                                                                 | 父の母*フリッパンシー Flippancy 1924 黒鹿毛                                                 | Slip                                                                                        | Snip                       |                  |
| 母 第弐オーグメント 1931 黒鹿毛                                                             | 母の父*シアンモア Shian Mor 1924 黒鹿毛                                                     | Buchan                                                                                      | Sunstar                    | Sunstar          |
| 母 第弐オーグメント 1931 黒鹿毛                                                             | 母の父*シアンモア Shian Mor 1924 黒鹿毛                                                     | Buchan                                                                                      | Hamoaze                    |                  |
| 母 第弐オーグメント 1931 黒鹿毛                                                             | 母の父*シアンモア Shian Mor 1924 黒鹿毛                                                     | Orlass                                                                                      | Orby                       | Orby             |
| 母 第弐オーグメント 1931 黒鹿毛                                                             | 母の父*シアンモア Shian Mor 1924 黒鹿毛                                                     | Orlass                                                                                      | Simon Lass                 |                  |
| 母 第弐オーグメント 1931 黒鹿毛                                                             | 母の母オーグメント 1923 黒鹿毛                                                              | *ガロン                                                                                     | Gallinule                  | Gallinule        |
| 母 第弐オーグメント 1931 黒鹿毛                                                             | 母の母オーグメント 1923 黒鹿毛                                                              | *ガロン                                                                                     | Flair                      |                  |
| 母 第弐オーグメント 1931 黒鹿毛                                                             | 母の母オーグメント 1923 黒鹿毛                                                              | 第二アストニシメント                                                                        | *インタグリオー            | *インタグリオー  |
| 母 第弐オーグメント 1931 黒鹿毛                                                             | 母の母オーグメント 1923 黒鹿毛                                                              | 第二アストニシメント                                                                        | *アストニシメント F-No.7-c |                  |

- 母の半妹に1947年中山記念勝ち馬のヤマトナデシコがいる。
- 従兄弟に1951年天皇賞（秋）勝ち馬のハタカゼがいる。
- 祖母オーグメント（競走馬名アスベル）は、共に天皇賞の前身である帝室御賞典と優勝内国産馬連合競走の勝ち馬。
- 4代母アストニシメントは小岩井農場の基礎輸入牝馬の一頭。